# Miêtta Santiago
Miêtta Santiago (Varginha, 1903 – 1995) brazil író, ügyvéd és szüfrazsett. Az egyik első női jogi aktivista volt Brazíliában.

## Válogatott művei
- Namorada da Deus (1936)
- Maria Ausência (1940)
- Uma consciência unitária para a humanidade (1981)
- As 7 poesias (1981)